# Papa Sixt II
Sixt II va ser el vint-i-quatrè bisbe de Roma entre els anys 257 i 258, considerat per tant papa de l'Església Catòlica.

## Biografia
Pel que fa la seva data de naixement com el seu origen són desconeguts. Les diferents versions del Liber Pontificalis, la font més important per conèixer la història dels papes, no ofereixen un consens sobre el lloc de naixement: per un banda el fan grec, i de l'altra romà; tampoc esmenten un nom sobre un possible pare, com es fa en altres biografies de bisbes romans antics. Sobre l'origen, la primera versió sobre la nacionalitat grega, està acceptat que és per confusió i la falsa assumpció amb un filòsof pitagòric d'origen grec anomenat Sext, l'obra del qual va ser traduïda per Rufí d'Aquileia al segle v; de fet, s'assumeix erròniament fins i tot que Sixt II havia estat filòsof abans d'ascendir a la seu romana.

### Pontificat
La data de la seva elecció va ser el 31 d'agost del 257. Pel que fa al seu context històric, cal destacar que el seu pontificat s'inicia en el moment en què l'emperador Valerià va abandonar la seva actitud anterior de tolerància envers els cristians i va iniciar la seva persecució en contra d'aquesta religió, d'aquesta forma obligava a molts a participar de les cerimònies religioses paganes estatals i va prohibir-los reunir-se en els cementiris. Amb tot, sembla que després de la seva elecció, Sixt va eludir a les autoritats romanes, i va poder dedicar-se a les seves activitats com a bisbe de Roma, de fet durant el seu mandat es van restablir les relacions i la comunió amb les esglésies africanes i asiàtiques que s'havien trencat a causa de la lluita entre Cebrià, bisbe de Cartago i Esteve I, predecessor en la càtedra romana, sobre la necessitat de batejar de nou els heretges que retornaven a la comunió de l'Església. La discussió va estar a punt de provocar un ruptura total entre l'església romana i les esglésies d'Àfrica i Àsia Menor. Per això, Sixt II, molt més conciliador que Esteve, tal com apunta el diaca Ponci, que el defineix com un sacerdot bo i pacífic (bonus et pacificus sacerdos), va aconseguir restaurar les relacions entre les esglésies, però tot i això, es va mantenir ferm el costum romà de no rebatejar els heretges. Malgrat aquesta evident diferència de postures va evitar una confrontació entre les diferents esglésies regionals i, a diferència del seu predecessor, finalment devia acceptar la presència de pràctiques divergents, d'acord amb els consells que va rebre dels preveres Dionís i Filemó, i de Dionís, bisbe d'Alexandria, defensor de no rebatejar els heretges i cismàtics, que va intentar sense èxit convèncer a Esteve.
Alguns acadèmics, entre ells Adolf von Harnack el considera autor d'una sèrie de cartes pseudocebrianes, Ad Novatianum. L'opinió de Harnack, tanmateix, no gaudeix de consens general, si bé segons ell, un altre autor seria poc probable, doncs la carta va ser escrita a Roma entre 253 i 258. També el traductor Rufí d'Aquileia al segle v va atribuir erròniament a Sixt II, per confusió amb el nom de l'autor, les denominades Sententiae, quan en realitat aquesta obra, que consta d'una col·lecció d'aforismes ètics i religiosos, és obra de Sext. L'únic fragment d'obra que, de fet, es conserva escrita per Sixt II, a través d'una traducció armènia, és la part d'una carta dirigida a Dionís d'Alexandria defensant la validesa del baptisme si s'administrava en nom de la Trinitat.

### Mort
Va morir màrtir durant la persecució de Valerià (256-259), una tradició que ha estat adornada amb elements llegendaris posteriors. Segons el Liber Pontificalis l'emperador el va capturar i va voler obligar-lo a oferir sacrificis als déus pagans, però Sixt es va mantenir incòlume i va refusar la demanda de Valerià. A causa d'això, Sixt va ser decapitat amb altres membres de l'església el 6 d'agost del 258.
El record de la vida del papa Sixt II i del màrtir Llorenç, un diaca mort també en la persecució de Valerià, fou el tema d'unes pintures de Fra Angelico a la capella de Nicolau V; Rafael també pintà temes de la vida de Sixt II al Vaticà.
També apareix representat en un retaule dedicat a sant Llorenç (atribuït a l'entorn de Lluís Borrassà, segle xv) que es conserva al museu de la catedral de Barcelona.

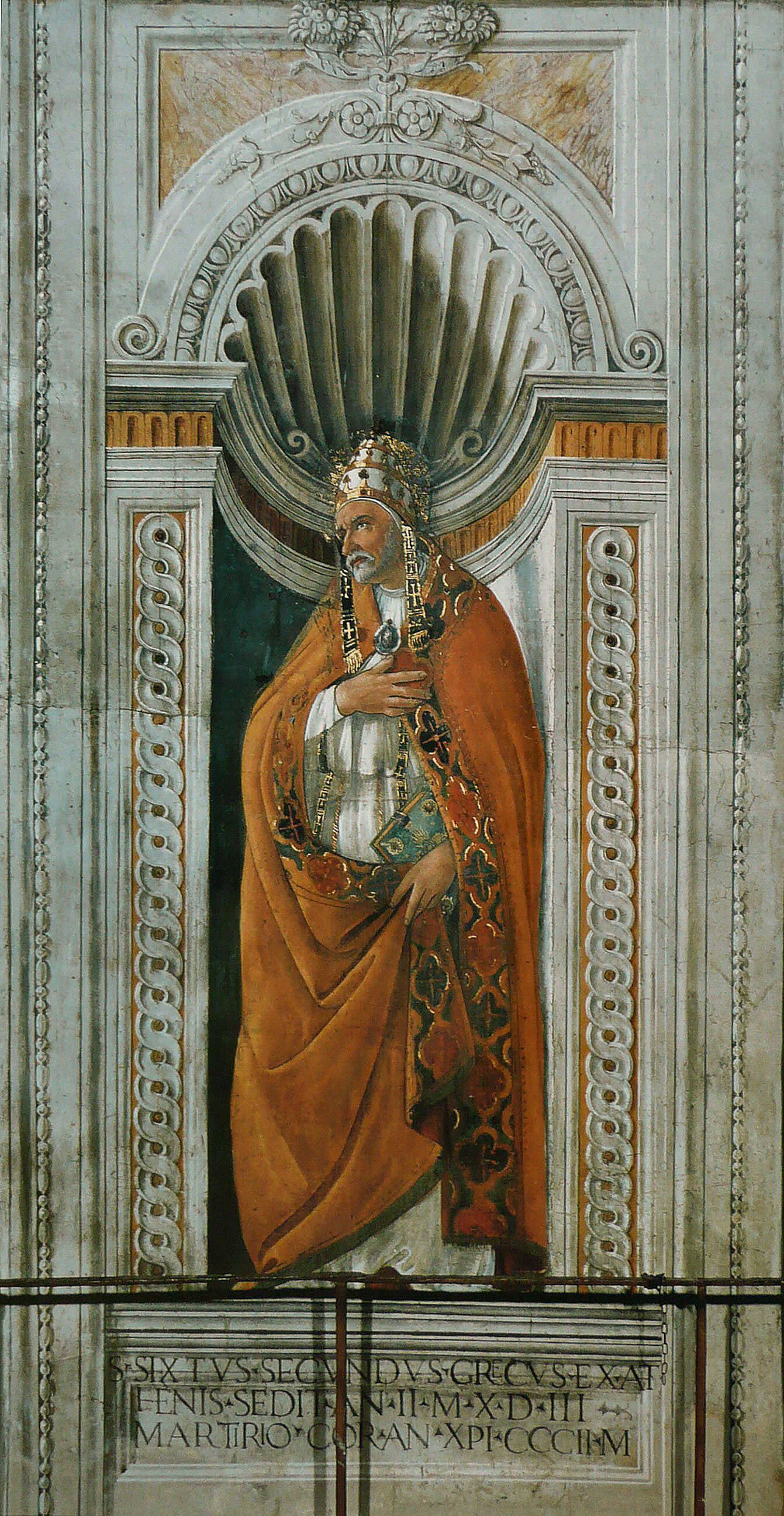
Fresc de Sandro Botticelli, ca. 1480 (Vaticà, Capella Sistina)
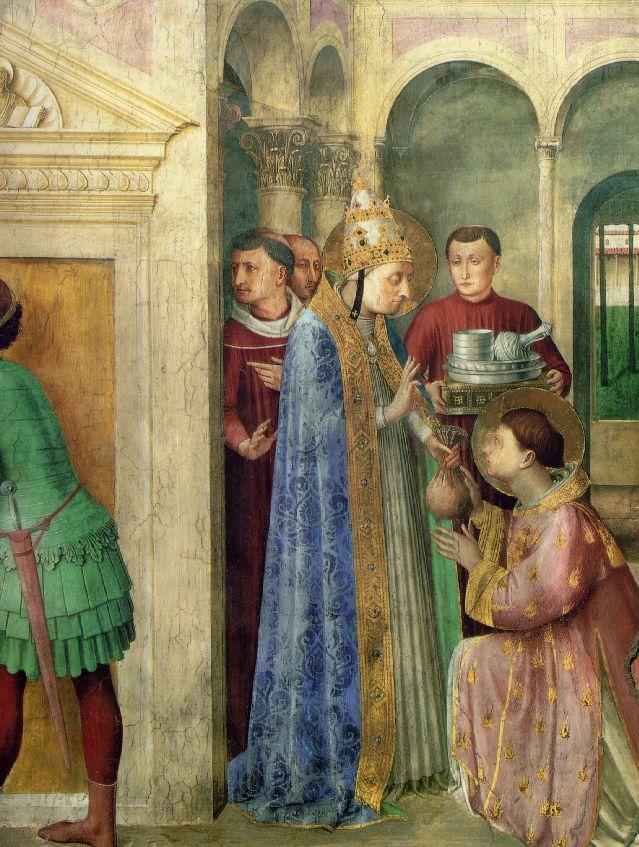
Sixt II dona els tresors de l'Església a Sant Llorenç, per Fra Angelico, ca. 1450 (Vaticà, Capella Niccolina)